# Цераты

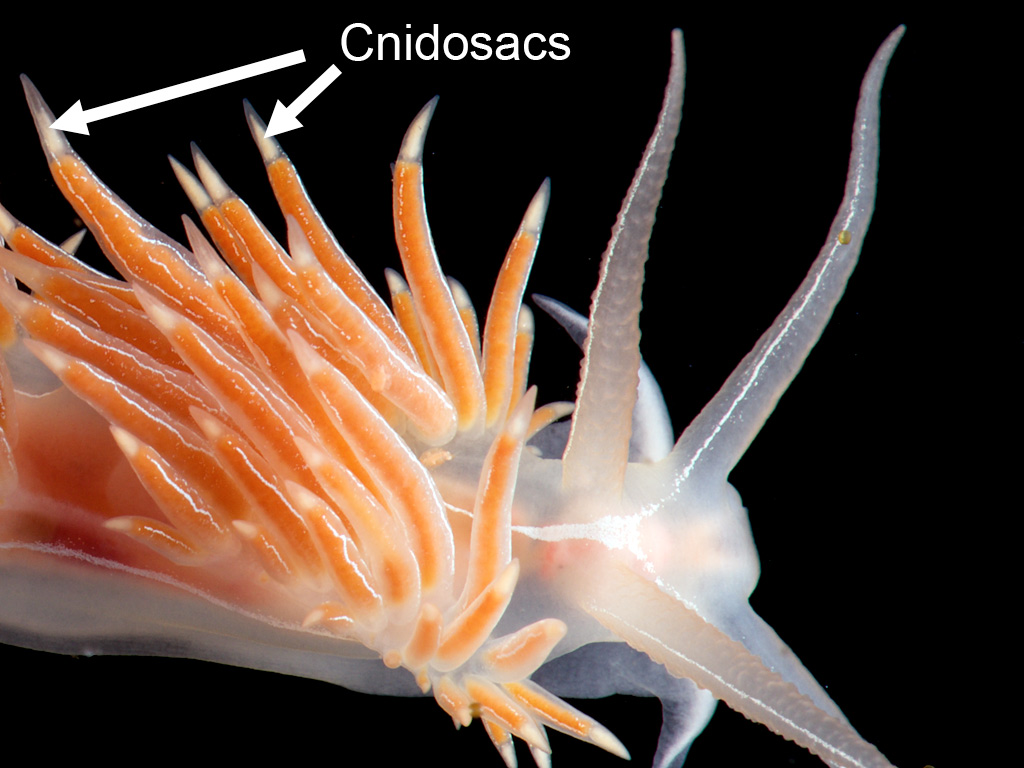
Крупный план Flabellina aff. lineata с цератами и книдосаками

Цераты — анатомические структуры, которые можно обнаружить снаружи у представителей отряда голожаберные — морских брюхоногих моллюсков из подкласса Heterobranchia, особенно у морских заднежаберных брюхоногих моллюсков семейства Эолидиды. Их название происходит от греческого слова «κέρας», означающего «рог», что указывает на форму этих структур.
Цераты — это дорсальные и боковые выросты на верхней поверхности тела этих голожаберных моллюсков.

## Функция
Цераты значительно увеличивают площадь поверхности голожаберных моллюсков и способствуют дыханию.
Они также используются, в некоторых случаях, для нападения и защиты. У многих эолидид пищеварительная система простирается в цераты. Эти голожаберные питаются стрекающими (Cnidarians), такими как актинии, гидроидные, альционарии или физалия. Стрекающие клетки или нематоцисты передаются невредимыми через пищеварительную систему в книдосаки на кончиках церат. Здесь нематоцисты созревают и затем используются голожаберным для защиты.
У некоторых голожаберных цераты используются в качестве для отвлечения врага. Обычно эти цераты не вооружены нематоцистами, но при нападении моллюск отбрасывает один или несколько своих церат. Сброшенный церат выделяет липкий секрет и энергично извивается в течение некоторого времени после того, как его сбрасывают, предположительно отвлекая внимание и позволяя моллюску сбежать.